# Heffingen
Heffingen (luxemburgisch Hiefenechⓘ) ist eine Gemeinde im Großherzogtum Luxemburg und gehört zum Kanton Mersch.

## Zusammensetzung der Gemeinde
Die Gemeinde Heffingen besteht aus den Ortschaften:
- Heffingen
- Reuland

und aus folgenden Siedlungen und Höfen (Lieu-dit):
- Beezeberg
- Furels
- Heffinger Mühle
- Reulander Mühle
- Scheerbach
- Scherfenhof
- Scherfenmühle
- Steinborn
- Supp

## Lage
Heffingen und Reuland werden von der Nationalstraße N14 durchquert. Die Reulander Mühle im Tal der Schwarzen Ernz, liegt an der Nebenstraße CR121, welche 370 m südlich die N14 kreuzt.

## Geografie
Die Ditzebaach durchquert das Dorf Heffingen Richtung Westen nach Supp, wo der Bach in die Weiße Ernz mündet.

## Geschichte
Am Rand der Gemeinde am Loschbour, wurde das Skelett eines Mannes aus der Mittelsteinzeit, in einem Felsüberhang entdeckt. Dieser Fund von 1935, galt lange als der „erste Luxemburger“.
Die älteste Luxemburgerin wurde aus Fundstücken vom gleichen Standort von 1935, aber erst 1998 entdeckt. Die sogenannte Loschbour-Frau erhielt eine Feuerbestattung etwa 1000 Jahre vor dem Loschbour-Mann.

## Persönlichkeiten
- Armand Mergen (1919–1999), Rechtswissenschaftler, Kriminologe und Publizist

## Galerie

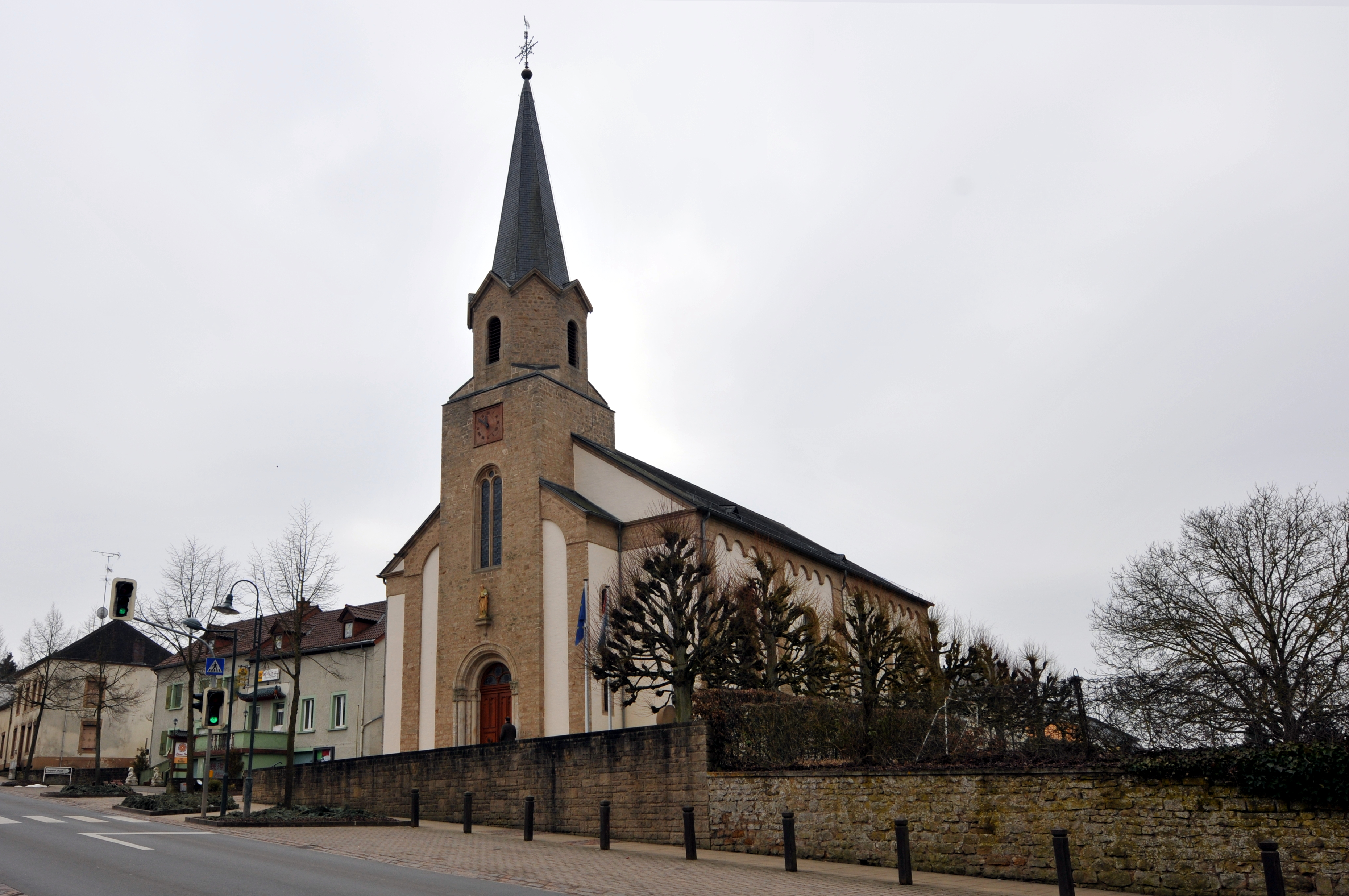
Kirche
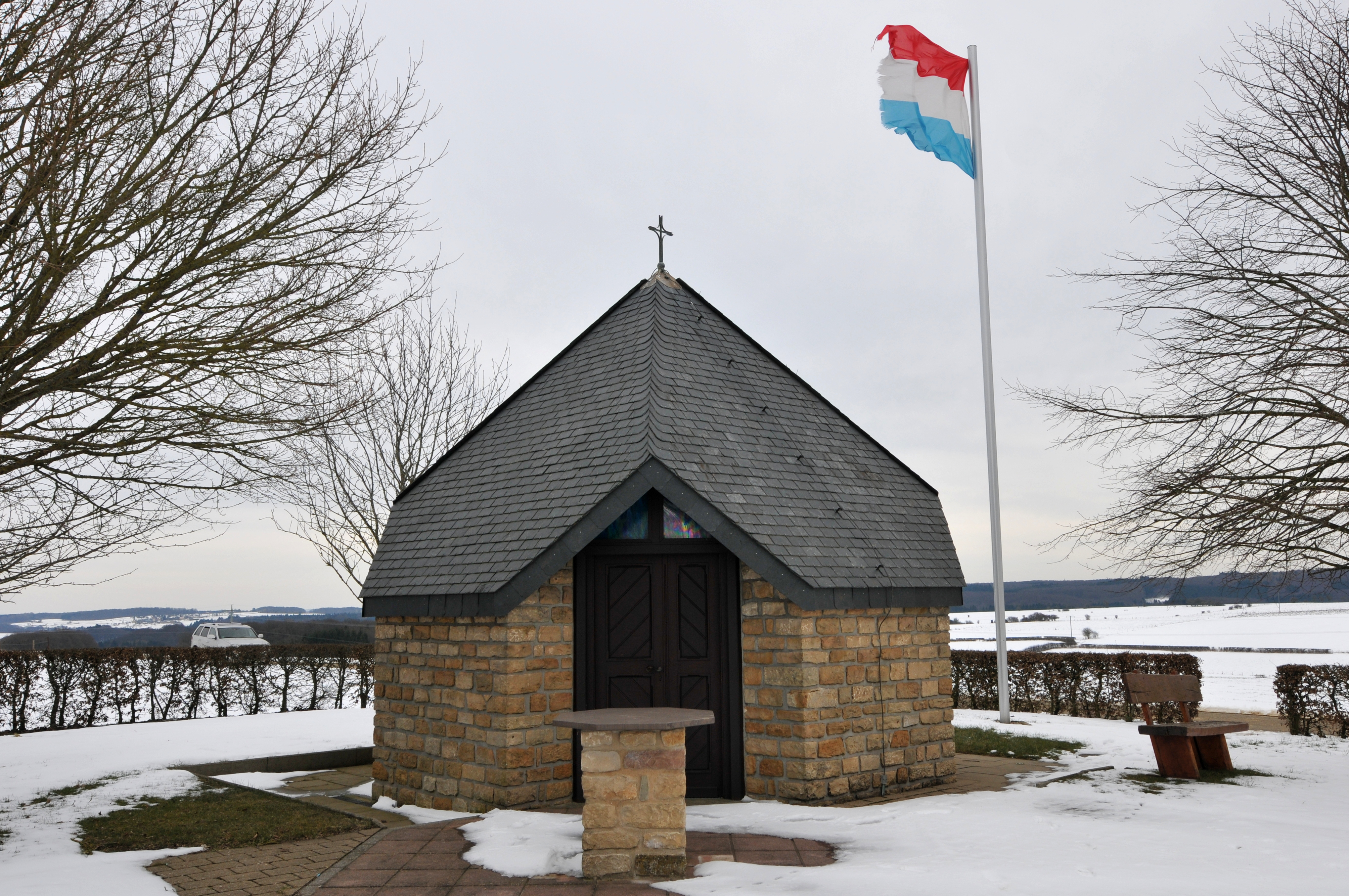
Kapelle am Hoehkreuz
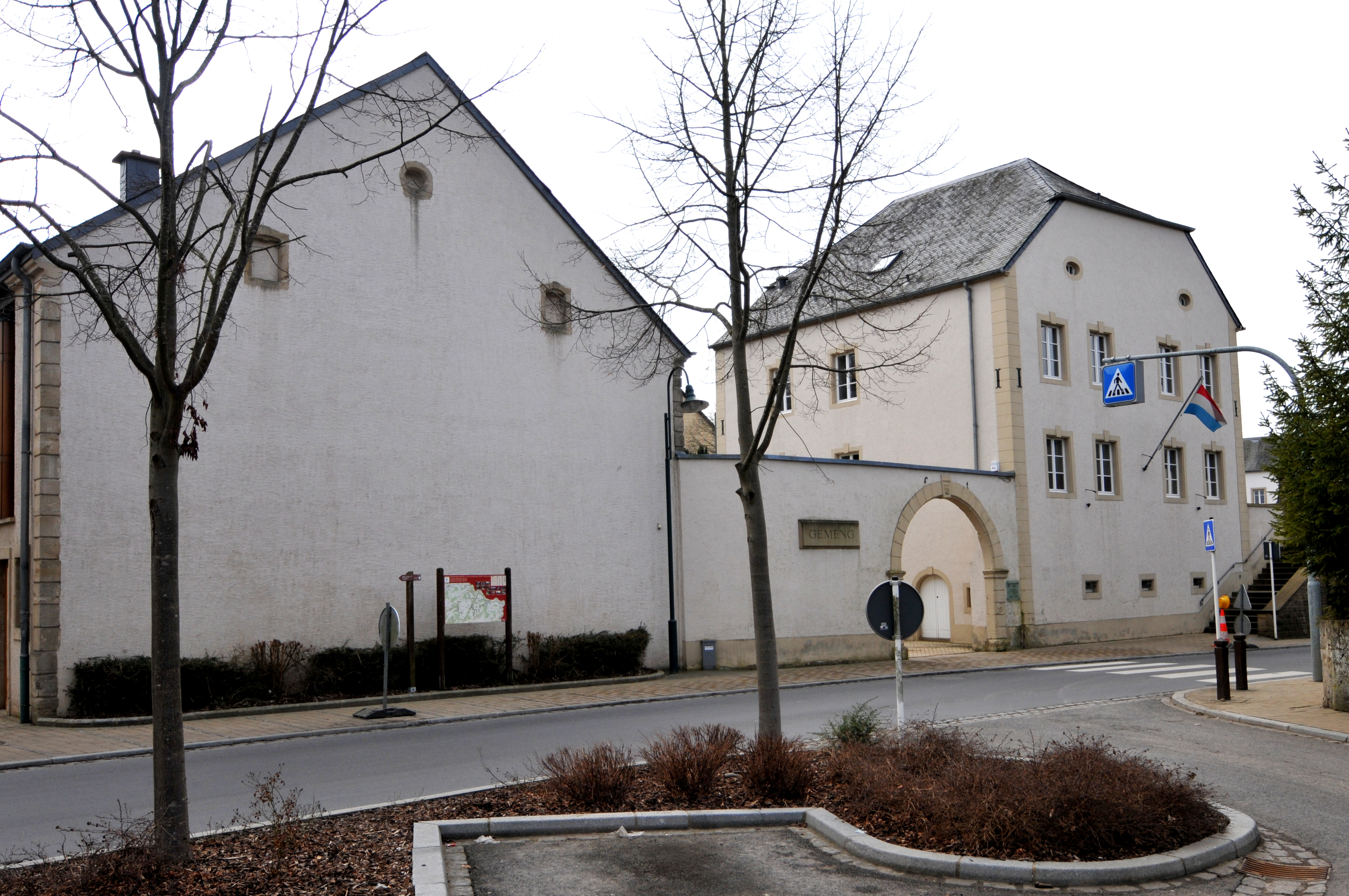
Gemeindehaus
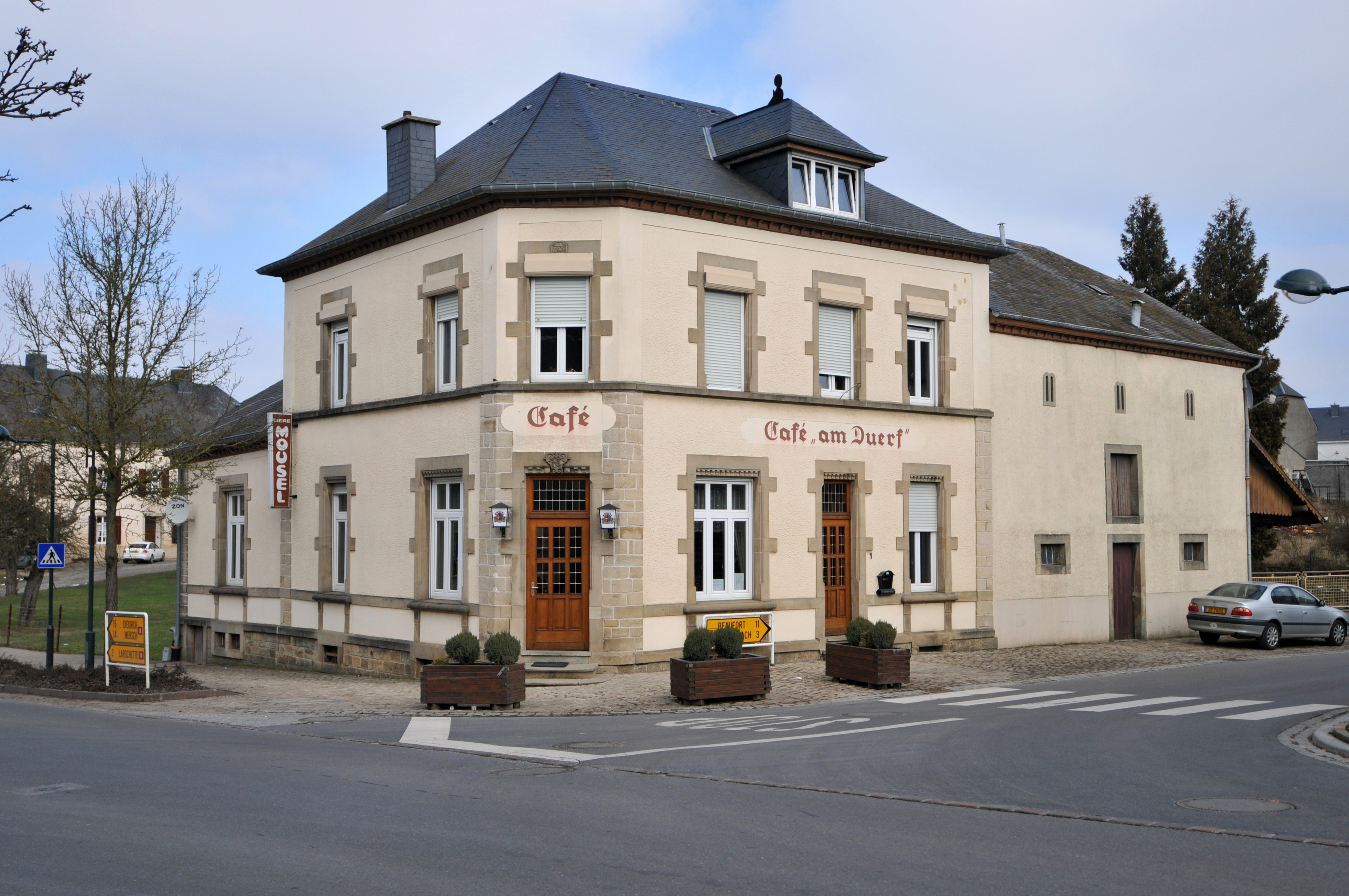
Café am Duerf, Heffingen
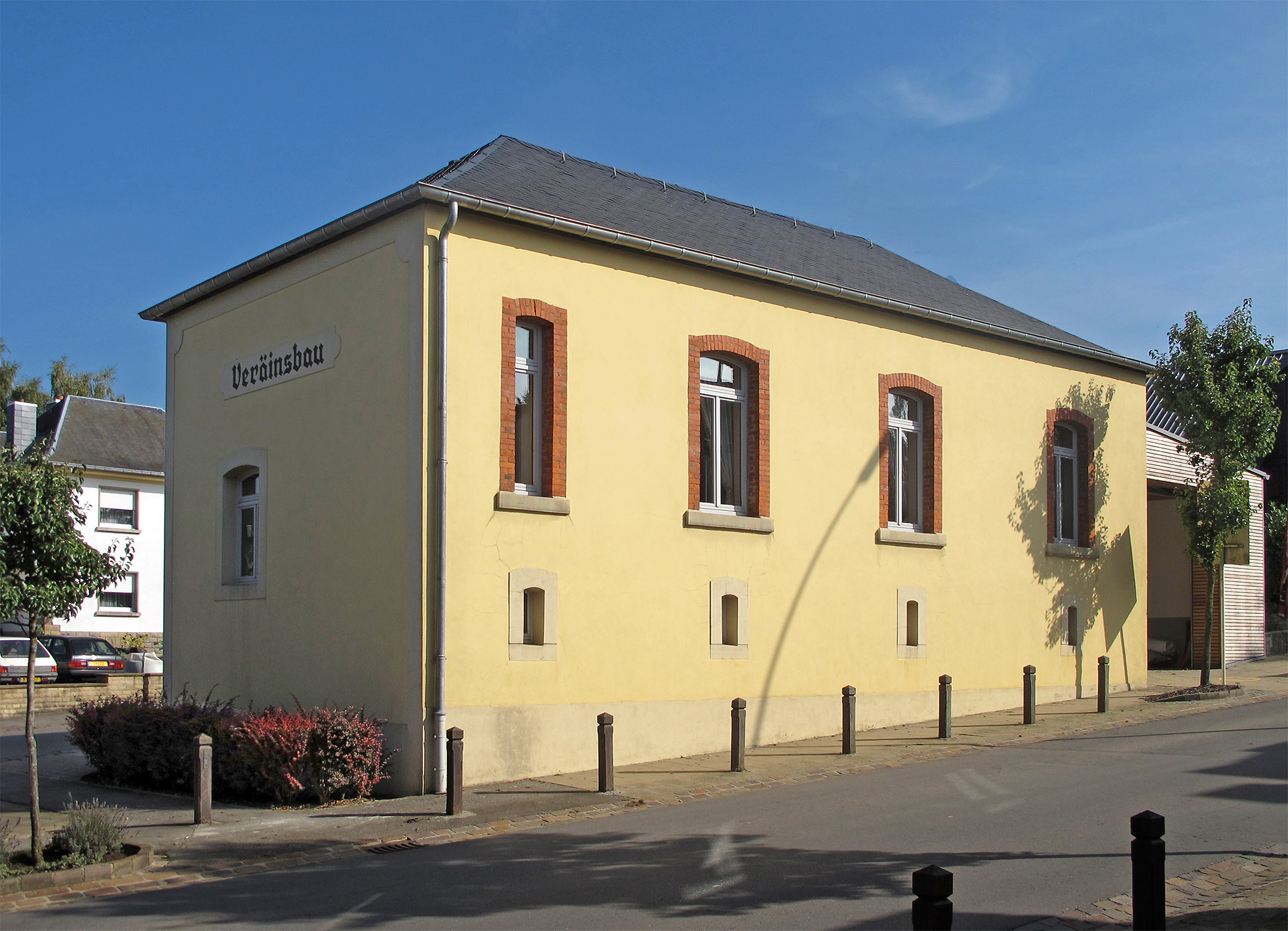
Veräinsbau
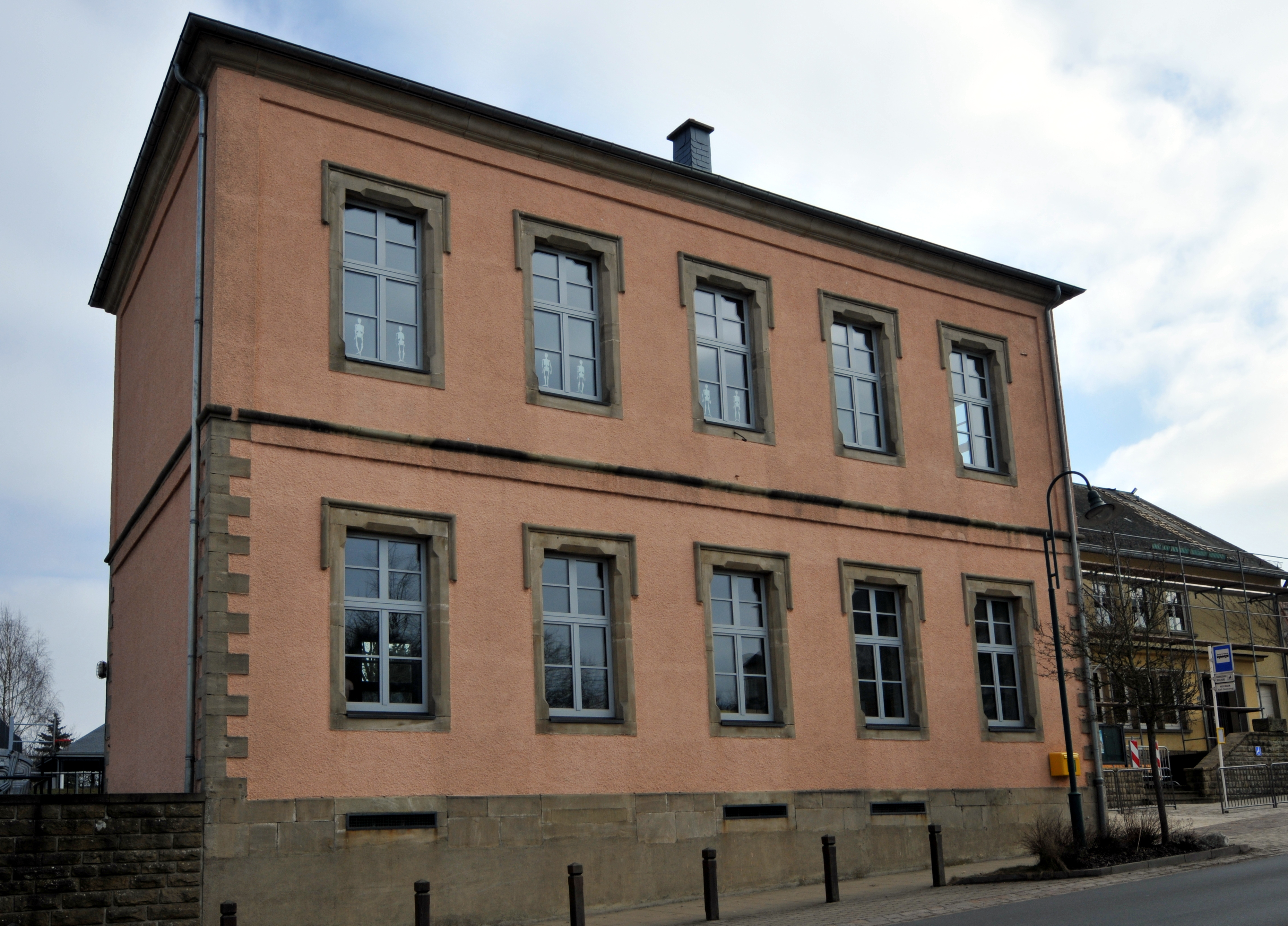
Schulgebäude
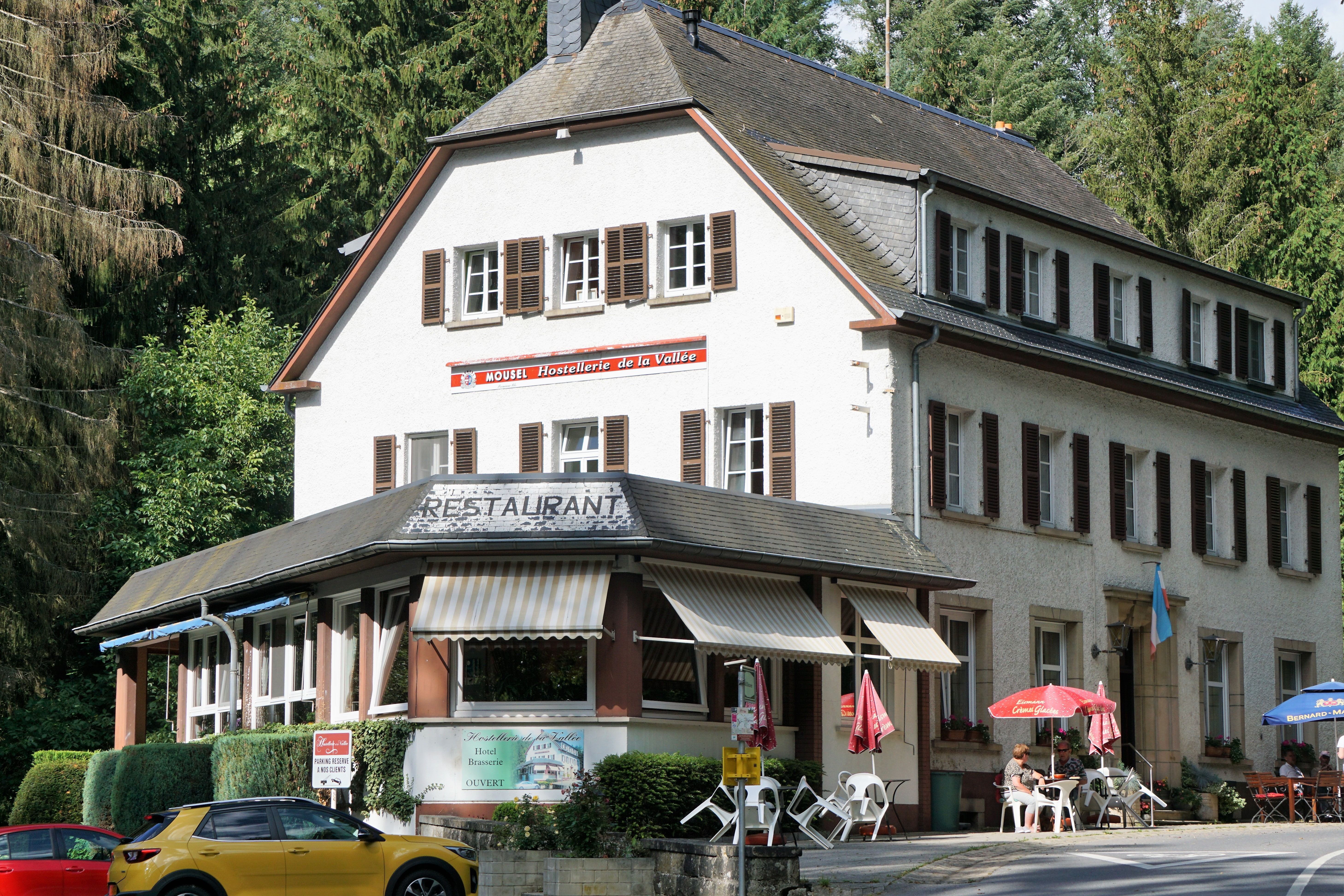
Supp